# Omer Ablay
Pour les autres membres de la famille, voir Famille Ablaÿ.
Omer-André-Charles Ablaÿ, né à Mons le 16 février 1801 et mort à Bruxelles le 23 novembre 1886, est un général du royaume uni des Pays-Bas puis du royaume de Belgique, aide de camp des rois Léopold Ier et Léopold II de Belgique.

## Biographie
Omer Ablaÿ est le fils de Guillaume Charles François Ablay (1763-1821), capitaine quartier-maître au régiment des carabiniers et commissaire des guerres, et d'Angelique Gantois. Frère des généraux Jules et Narcisse Ablaÿ, il est le neveu de Louis Joseph Gantois, aide de camp de Guillaume II des Pays-Bas, ainsi que le parent des généraux Adolphe Gantois (1801-1880), Félix-Corneille Lahure et Vincent Duvivier, de Désiré de Thuin et du ministre Auguste Duvivier.
Suivant la carrière des armes, il est admis comme cadet à l'école militaire de Delft, le 9 novembre 1815, puis lieutenant au 10e régiment des lanciers. Il est au service du roi des Pays-Bas de 1815 à 1830. 
Démissionnaire du service auprès des Pays-Bas le 5 novembre 1830, il est alors nommé capitaine et major au 1er régiment de lanciers belge de 1830 à 1842. Il prend part à la campagne de 1830 en Belgique, ainsi qu'à celles de 1830, 1831, 1832, 1833 et 1839 contre les Pays-Bas.
Lieutenant-colonel puis colonel du 2e régiment de cuirassiers de 1842 à 1848, il commande ensuite le régiment des Guides de 1848 à 1851. 
Promu général-major, il commande la brigade de la division de cavalerie légère de 1851 à 1859, puis est promu lieutenant général commandant la division de cavalerie légère.
Il est aide de camp du roi Léopold Ier de Belgique (1842-1865), puis du roi Léopold II de Belgique (1865-1867). 
En 1865, il est membre de la députation présente aux funérailles de Mgr Pierre de Ram.
Après avoir pris sa retraite, il devient président de la Société générale des officiers retraités.
Omer Ablaÿ était administrateur de plusieurs sociétés du groupe Langrand-Dumonceau (L'Industriel, Banque Hypothécaire belge, ...) lorsque l'affaire Langrand-Dumonceau commence. Jules d'Anethan et Ablaÿ étant reconnus, dès le début de l'affaire, comme les seuls dont l'honnêteté était assurés, ils en furent nommés commissaires. Ablaÿ en devint par la suite l'un des liquidateurs. Il avait également avec son frère Narcisse des intérêts dans la Banque de Belgique.
Par ailleurs, il était président du conseil d'administration de la Société royale de zoologie, d'horticulture et d'agrément de la ville de Bruxelles, concessionnaire du parc Léopold à Bruxelles.
Il est mort à Bruxelles le 23 novembre 1886. La messe funéraire est célébrée à l'église Saint-Jacques-sur-Coudenberg.

### Vie familiale
Il épouse en 1839 Hortense de Meester de Betzenbroeck (1800-1853), tante de Raymond de Meester de Betzenbroeck. En 1855, veuf, il épouse en secondes noces la baronne Marie-Césarine van Eyll (1824-1872), fille du baron van Eyll et de la comtesse Victoire de Bryas (sœur du général Louis-Antoine de Bryas). De cette seconde union :
- Octavie (1857-1938), mariée au baron Henri du Tour ;
- Paul (1858-1936), lieutenant-colonel de cavalerie, officier de l'ordre de Léopold et de l'ordre de la Couronne ; marié à la baronne Mathilde Whettnall (1870-1931), fille du baron Edmond Whettnall et de la comtesse Nathalie d'Oultremont, et petite-nièce d'Henriette d'Oultremont, comtesse de Nassau ;
- Camille (1862-1918), mariée à Frédéric-Paul de Lossy, écuyer (fils d'Edmond de Lossy et de Frances Oakes) ;
- Louisa (1863-1944), mariée au baron Alexandre de Gerlache de Waillimont.

## Décorations et distinctions
- Grand officier de l'ordre de Léopold
- Ordre de l'Aigle rouge (chevalier de 1er classe, grand cordon)
- Croix militaire
- Croix commémorative de Belgique de 1856

### Sources
- « Ablay, Omer-André-Charles », in: Ernest Mathieu, Biographies du Hainaut, Tome I, Spinet, Enghien, 1901-1905
- « Ablay, Omer-André-Charles », in: Charles Rousselle, Biographie montoise du XIXe siècle 1800-1899, Mons : Le Hainaut, 1900
- Baron Camille Buffin, Mémoires et documents inédits sur la Révolution belge et la Campagne de dix-jours (1830-1831), Kiessling, 1912.
- Guillaume Jacquemyns, Langrand-Dumonceau: promoteur d'une puissance financieère catholique, Volume 5, Université libre de Bruxelles.
- J. Gailliard, Bruges et le Franc ou leur magistrature et leur noblesse, Imprimerie de EDW. Gailliard, Bruges.
- A. Scheler, Annuaire statistique et historique belge, Auguste Schnée Éditeur, Bruxelles et Leipzig 1860.
- Paul-Armand du Chastel de la Howarderie, Notices Généalogiques Tournaisiennes, Tournai 1881.
- Ferd Veldekens, Le livre d'or de l'ordre de Léopold et de la croix de fer: Supplément', Lelong, 1861.
- Centre d'histoire militaire, Inventaire du fonds d'archives "Risquons-tout, 1848", Musée royal de l'armée, 1981.
- « Ablay, Omer-André-Charles », in: Marie-Anne Paridaens, Inventaire du fonds d'archives "Risquons-tout, 1848", Musée royal de l'armée, 1981.
- Camille Buffin, Mémoires et documents inédits sur la révolution belge et la campagne de Dix-jours (1830-1831), Kiessling et cie, P. Imbreghts, 1912